# Madagaskarsänger
Die Madagaskarsänger (Bernieridae) sind eine Familie der Singvögel, die auf Madagaskar endemisch ist und deren Vertreter bislang auf andere Familien – die Bülbüls (Pycnonotidae), Grasmückenartige (Sylviidae) und Timalien (Timaliidae) – verteilt waren. Eine eigene Familie für die enthaltenen Arten wurde schon länger diskutiert. Sie wurde jedoch erstmals 2010 offiziell beschrieben, als endlich durch genetische Untersuchungen die nahe Verwandtschaft der formenreichen Gruppe bestätigt wurde. Sie besteht aus elf Arten in acht Gattungen.
Die Madagaskarsänger sind – gemessen an der geringen Zahl der Arten – sehr formenreich und in dieser Hinsicht mit anderen endemischen Gruppen wie den Galápagos-Finken oder den ebenfalls auf Madagaskar beheimateten Vangawürgern vergleichbar. Alle Arten sind Waldbewohner, die sich von Insekten ernähren, wobei innerhalb dieser Gemeinsamkeiten starke Unterschiede in Habitatwahl und Ernährung bestehen, was den Formenreichtum erklärt. Die elf Arten unterscheiden sich stark in der Schnabelform, den Proportionen von Flügeln und Schwanz sowie in der Länge der Beine. In der Größe variieren sie zwischen dem mit 12 cm etwa laubsängergroßen Randmadagaskarsänger (Randia pseudozosterops) und dem mit 17,5–20 cm knapp drosselgroßen Gmelinmadagaskarsänger (Bernieria madagascariensis).

## Gattungen und Arten
- Gattung Oxylabes
  - Weißkehl-Madagaskarsänger (Oxylabes madagascariensis)
- Gattung Bernieria
  - Gmelinmadagaskarsänger (Bernieria madagascariensis)
- Gattung Cryptosylvicola
  - Steineiben-Madagaskarsänger (Cryptosylvicola randrianasoloi)
- Gattung Hartertula
  - Keilschwanz-Madagaskarsänger (Hartertula flavoviridis)
- Gattung Thamnornis
  - Kiritka-Madagaskarsänger (Thamnornis chloropetoides)
- Gattung Xanthomixis
  - Kurzschnabel-Madagaskarsänger (Xanthomixis zosterops)
  - Appertmadagaskarsänger (Xanthomixis apperti)
  - Grauscheitel-Madagaskarsänger (Xanthomixis cinereiceps)
- Gattung Crossleyia
  - Gelbbrauen-Madagaskarsänger (Crossleyia xanthophrys)
  - Sianakamadagaskarsänger (Crossleyia tenebrosa)
- Gattung Randia
  - Randmadagaskarsänger (Randia pseudozosterops)